# Luigi Dall'Igna
Luigi "Gigi" Dall'Igna, né le 12 juillet 1966 à Thiene, est un ingénieur en génie mécanique italien. Il travaille pour le team officiel Ducati, dans la catégorie MotoGP du championnat du monde de vitesse moto, depuis 2013. Ayant évolué au sein d'Aprilia Racing, dont il fut le responsable technique de 2005 à 2013, il est depuis directeur général de Ducati Corse.

## Biographie
Luigi Dall'Igna obtient son diplôme en ingénierie mécanique à l'Université de Padoue en 1991, avec une thèse réalisée sur un châssis monocoque en carbone, destiné à l'époque au Groupe C.

### Aprilia

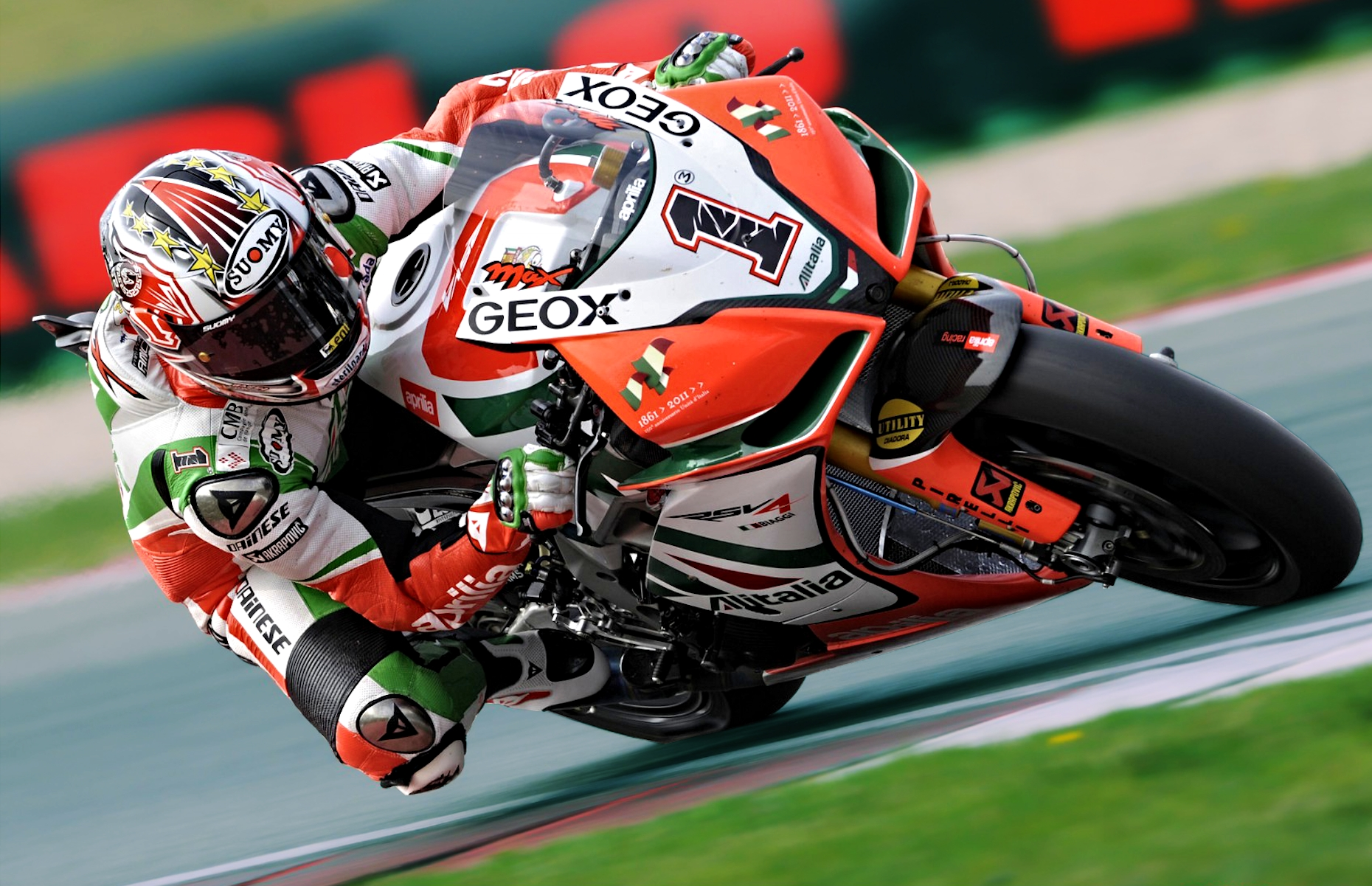
L'Aprilia RSV4, conçue par l'ingénieur et victorieuse en Superbike au début des années 2010.

Après ses études et poussé par son fort désir de travailler en compétition, il est embauché en 1992 par Aprilia Racing. Son travail initial porte principalement sur les moteurs : à l'époque, la marque de Noale utilisait des moteurs Rotax, mais avec l'arrivée de Dall'Igna, le constructeur commence à développer en interne ses propres moteurs de compétition, d'abord en 250 cm³ puis en 125 cm³.
Au début des années 2000, il devient project leader de la RS Cube, le premier prototype quatre temps de l'histoire d'Aprilia, destiné à la nouvelle catégorie MotoGP. Cependant, en raison de choix technologiques trop avancés pour l'époque, la RS Cube ne parvient pas à s'imposer, mais été en avance sur don temps en de nombreux aspects.
Après un passage en Espagne chez Derbi, marque satellite de Piaggio, il revient chez Aprilia en 2005 en tant que responsable technique d'Aprilia Racing. En 2008, il devient project leader de la RSV4, moto avec laquelle Aprilia connaît le succès. Devenu responsable des activités sportives de toutes les marques du groupe Piaggio à partir de 2010, il supervise le développement de la RSV4, et apporte à Aprilia quatre titres constructeurs et trois titres pilotes en Championnat du monde Superbike.
Il quitte Aprilia fin 2013 après vingt ans de collaboration.

### Ducati

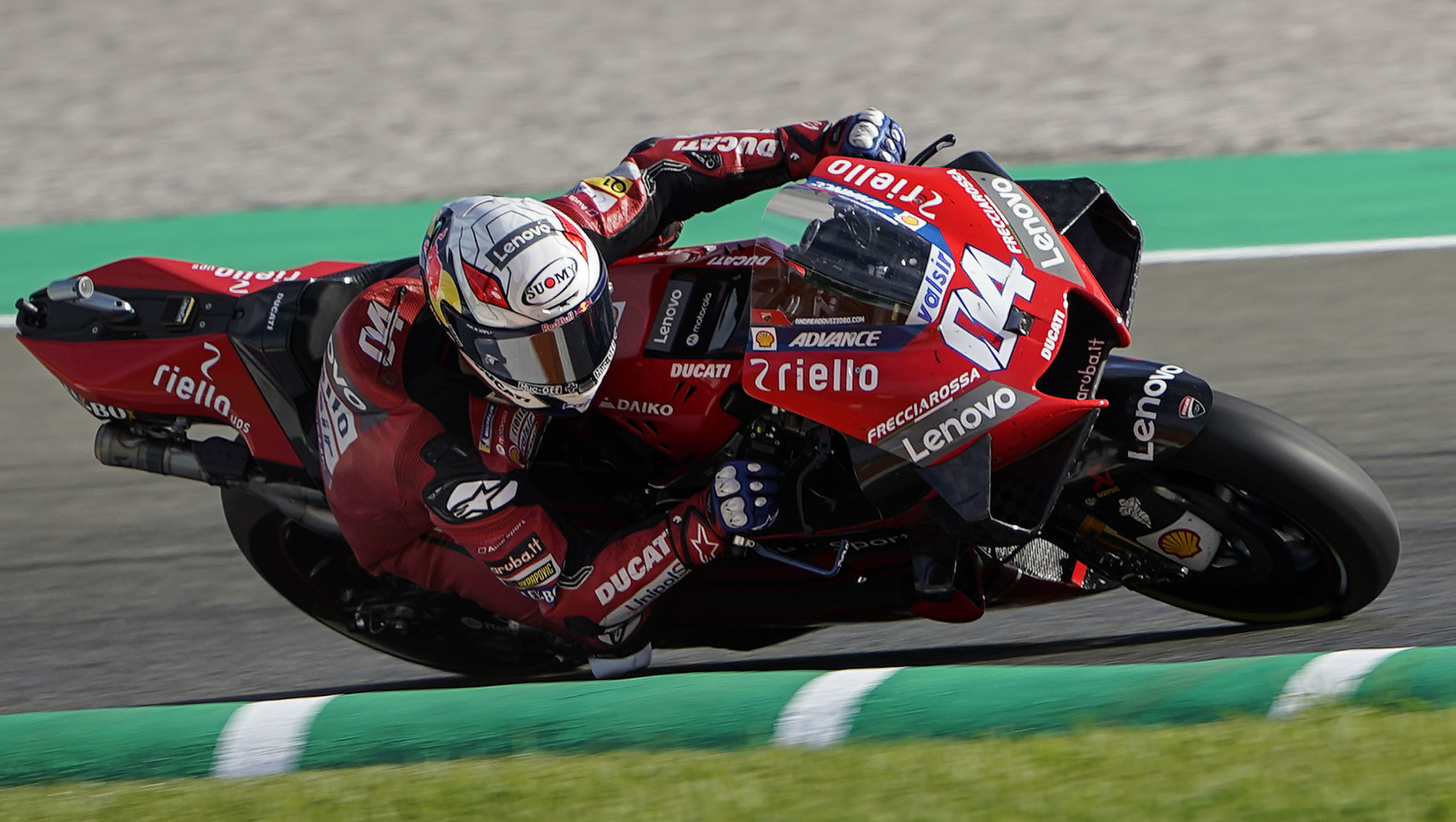
La Ducati Desmosedici, conçue par le sorcier, au sommet de la MotoGP dans les années 2020.

Fin 2013, il devient directeur général de Ducati Corse, succédant à Bernhard Goumier .
Chez Borgo Panigale, Dall'Igna réinvente le projet Desmosedici en MotoGP . Il apporte des changements radicaux au cadre et au moteur et mise sur l'aérodynamique, influençant ainsi le développement de l'ensemble du MotoGP. Sous sa direction, le constructeur de Bologne revient au sommet du MotoGP, remportant cinq titres constructeurs consécutifs entre 2020 et 2024 et trois titres pilotes entre 2022 et 2024.
En Superbike, en 2019, il introduit la Ducati Panigale V4, adoptant donc quatre cylindres pour la première fois dans l'histoire du constructeur presque centenaire. Cette moto remporte trois titres constructeurs (2022 à 2024) et deux titres pilotes avec Álvaro Bautista en 2022 et 2023.